# Teotongo
Teotongo är en ort i Mexiko.   Den ligger i kommunen Teotongo och delstaten Oaxaca, i den sydöstra delen av landet, 250 km sydost om huvudstaden Mexico City. Teotongo ligger 2 073 meter över havet och antalet invånare är 519.
Terrängen runt Teotongo är huvudsakligen kuperad, men den allra närmaste omgivningen är platt. Runt Teotongo är det glesbefolkat, med 12 invånare per kvadratkilometer. Närmaste större samhälle är Tamazulapam Villa del Progreso, 6,7 km sydväst om Teotongo. Trakten runt Teotongo består i huvudsak av gräsmarker.